# Cutie du Népal
Cutia nipalensis
Espèce
Statut de conservation UICN

 LC  : Préoccupation mineure
La Cutie du Népal (Cutia nipalensis) est une espèce de passereau de la famille des Leiothrichidae.

## Répartition et sous-espèces
- C. n. nipalensis Hodgson, 1837 : du centre et est de l'Himalaya au Myanmar
- C. n. melanchima Deignan, 1947 : est du Myanmar, Yunnan, nord-ouest de la Thaïlande et nord le l'Indochine
- C. n. cervinicrissa Sharpe, 1888 : péninsule Malaise